# نیکلودئون (سینما)

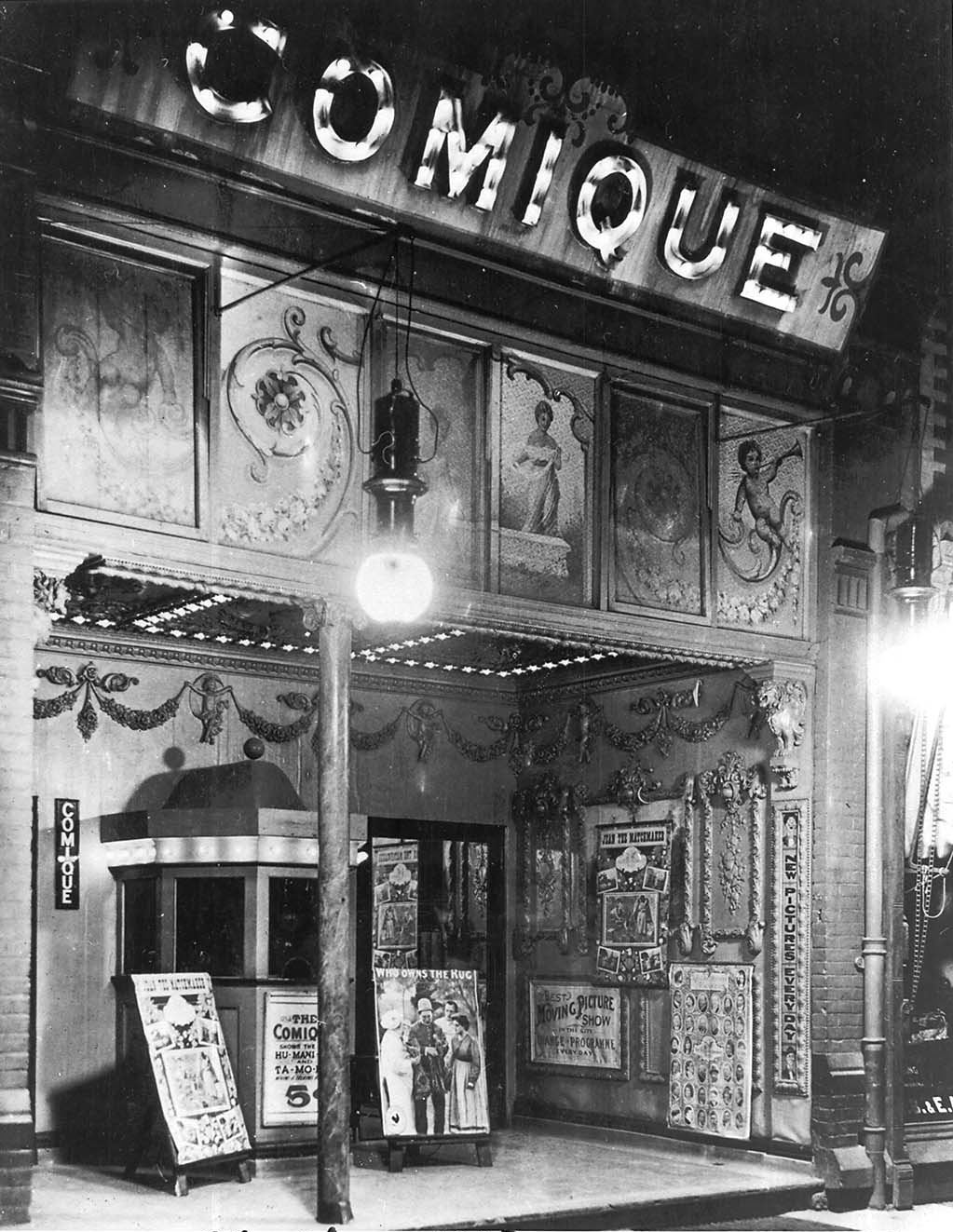
یک سالن تئاتر نیکلودئون در تورنتوبیرون سالن‌های نمایش نیکلودئون معمولاً پر زرق و برق و زیبا، برای جذب مشتری بودند.
اما در داخل سالن، دیوارهای لخت و صندلی‌های سفت منتظر مشتریان بود.

نیکلودئون اولین نوع سینما بود که به نمایش تصاویر متحرک در ایالات متحده اختصاص داشت. این تئاترهای کوچک و ساده که معمولاً در ویترین فروشگاه‌های مستقر در شهر برپا می‌شوند، پنج سنت برای ورود می‌گیرند و از حدود سال ۱۹۰۵ تا ۱۹۱۵ کسب و کار می‌کردند.